# Jewhenij Cymbaluk
Jewhenij Serhijowycz Cymbaluk, ukr. Євгеній Сергійович Цимбалюк (ur. 19 czerwca 1996 w Krasnym Łymanie) – ukraiński piłkarz, grający na pozycji pomocnika lub obrońcy.

## Kariera piłkarska

### Kariera klubowa
Wychowanek klubu Olimpik Donieck, barwy którego bronił w juniorskich mistrzostwach Ukrainy (DJuFL). 25 lipca 2014 rozpoczął karierę piłkarską w juniorskiej drużynie Olimpika Donieck, a 30 maja 2015 debiutował w podstawowym składzie klubu.